# Алонсо де Охеда
Алонсо де Охеда (шп. Alonso de Ojeda; рођен између 1466. и 1468. у Куенки, умро 1515. у Санто Домингу) је био шпански морепловац и конкистадор. Истраживао је подручја Гвајане, Венецуеле, Тринидада, Тобага, Курасаа, Арубе и Колумбије. Био је први Европљанин који је ступио на тле Гвајане, Колумбије и подручје око залива Маракаибо (данас Венецуела), а њему се приписује и етимологија имена Венецуеле коју је истраживао у два наврата.

## Биографија
Алонсо де Охеда је рођен 1468. (по неким изворима 1466) у шпанском граду Куенка, у осиромашеној али племићкој породици. У младости истако се као војник током освајања Гренаде због чега је стекао наклоност тадашњег бискупа града Бургоса. Захваљујући бискупу у септембру 1493. придружио се Колумбовој експедицији на његовом другом путовању у Америку, и доспео до острва Хиспањола. Недуго по доласку на ово острво Колумбо је Охеду именовао за гувернера новооснованог утврђења Форт Санто Томас. Пре повратка у Шпанију 1496. Охеда се истакао у борбама са локалним индијанским племенима.

### Прва експедиција у Венецуелу
По налогу католичких краљева Охеда је 14. маја 1499. повео властиту експедицију са три каравеле у Нови свет. Чланови његове експедиције били су и шпански морепловац и картограф Хуан де ла Коса и италијански навигатор Америго Веспучи. Након испловљавања из луке Кадиз флотила је пловила дуж обала западне Африке према Зеленортским острвима, након чега је кренула истом путањом коју је користио Колумбо на свом трећем путовању. По доласку у Јужну Америку Веспучијева каравела се одвојила и наставила пут ка Бразилу док је остатак флотиле пловио ка северу, почев од ушћа реке Есеквиба, преко делте Оринока и даље уз обалу све до залива Маракаибо. Експедиција се након истраживања залива упутила ка Хиспањоли где је дошло до сукоба Охедине посаде са Колумбовим присталицама који су сматрали да једино он има право на истраживање тих обала.
Највећи значај ове експедиције лежи у чињеници да је ово била прва европска експедиција која је детаљније истражила и картирала обалу данашње државе Венецуеле. Охеда се вратио у Шпанију у јуну 1500. (по некима то се десило у новембру 1499).

### Друга експедиција у Венецуелу
Пре дуге експедиције ка Венецуели за коју је такође добио дозволу краљевске породице, Охеда је склопио савез са двојицом трговаца из Андалузије (Хуан де Вергара и Гарсија де Кампос) који су му обезбедили 4 каравеле за путовање.
У мају 1502. на обалама Колумбије основао је колонију Санта Круз која је иако је опстала свега три месеца била прво шпанско насеље на јужноамеричком континету (не рачунајући острва). Охеда је чак дошао у сукоб са Вергаром и Кампосом који су га заробили и депортовали у затвор на Хиспањоли где је боравио све до 1504. године. Друга експедиција тако је доживела потпуни фијаско.

## У популарној култури
Охеда се појављује као један од протагониста у шпанској серији Конквистадори: Авантура из 2017.